# Neonauclea kentii
Neonauclea kentii är en måreväxtart som först beskrevs av Elmer Drew Merrill, och fick sitt nu gällande namn av Elmer Drew Merrill. Neonauclea kentii ingår i släktet Neonauclea och familjen måreväxter. Inga underarter finns listade i Catalogue of Life.